# نهر كاليفورنيا
نهر كاليفورنيا هو اسم لنظام نهري كان يتدفق باتجاه الشمال الشرقي إبان العصر الطباشيري-الإيوسيني غرب الولايات المتحدة. وقد سمي بهذا الاسم لأنه كان يتدفق من منطقة موهافي في كاليفورنيا تجاه حوض يوينتا [الإنجليزية] في يوتا، ناقلاً الرواسب على طول هذا المسار نحو بحيرة يوينتا [الإنجليزية].

## مساره
ينبع النهر من سلسلة جبال أمريكا الشمالية في كاليفورنيا في قوس موهافي/أليستوس، بين مسطح نيفادا [الإنجليزية] في أقصى الشمال ومسطح المكسيك في أقصى الجنوب. ثم يتدفق شرقاً إلى الشمال الشرقي بين حزام الطي والدفع-سيفير إلى الشمال وحزام الطي والدفع-ماريا إلى الجنوب. ويستمر باتجاه الشمال الشرقي بين مرتفعات كايباب وسيركل كليفس ثم يتجه في النهاية إلى الشمال بين نتوءات أونكومباهجري وسان رافائيل. وامتد مجرى النهر لأكثر من 1,000 كم (620 ميل). وكان نهر ليتل كولورادو القديم أحد روافده، كما كانت مرتفعات موغولون [الإنجليزية] القديمة تصرف مياهها في هذا النظام النهري أيضاً.
انتهى النهر في حوض يوينتا وبحيرة يوينتا في ولاية يوتا الحالية تقريباً، حيث ينبع النهر الأخضر من الحوض، ليشكل دلتا نهرية تضم اليوم تكون كولتون الضخم [الإنجليزية]. وتغطي رواسبه مساحة تزيد عن 3,000 كم² (1,200 ميل مربع). كما فُسر ما يسمى «دلتا صني سايد» كونها نتاج لنهر كاليفورنيا.
ربما شكل هذا النظام النهري منبع أنظمة الأنهار خلال العصر الباليوسيني، والتي انتهت في خليج المكسيك عبر نهر باليو بلات. وقبل ذلك ربما كان قد صرف مياهه في المحيط المتجمد الشمالي. من المحتمل أيضاً أن يكون هناك تصريف عبر وادي نهر ليتل كولورادو باتجاه حوض سان خوان، ولكن لا دليل على ذلك، وتستبعد المعلومات الصخرية عن الرواسب أن يكون حوض بيسانس كريك [الإنجليزية] نقطة نهاية لمياه نهر كاليفورنيا.
كان هذا النظام النهري مشابهاً في الحجم لنظام نهر كولورادو-النهر الأخضر الحالي، ولكن في الاتجاه المعاكس. وقد رُسم أوجه تشابه بين نهر كاليفورنيا ونهر إيلي الحالي في آسيا الوسطى، سواء من حيث شكلهما الجغرافي أو أحجام وأشكال دلتاهما وبحيراتهما المغلقة.

## التصريف
كان للنهر مستوى تصريف مرتفع ولكنه متغير، وقد ثبت ذلك من رواسب الدلتا.

## تاريخه الجيولوجي والأدلة الحالية
إن عمر الأخدود العظيم الغربي مثار جدل، مع وجود أدلة على كل من العصر الوسيط القديم والعصر الحديث الحديث. وفي الحالة الأولى، من الممكن أن يكون النهر قد صنع الأخدود العظيم مبكراً خلال مرحلة الكامباني أو الباليوسيني.
اقتُرح نهر كاليفورنيا لتفسير أصل تكون كولتون [الإنجليزية] الدلتاوي، فهو يتمتع بحجم كبير وتعد صخور المصدر المماثلة نادرة في منطقة حوض يوينتا. توجد تكوينات صخرية ذات أصل مماثل في جنوب شرق كاليفورنيا وجنوب غرب أريزونا وقد تكون موجودة على طول نفس مجرى الصرف. ربما لم تساهم المواد المتآكلة لتكوين كايبارويتس [الإنجليزية] كثيراً في تشكيل تكون كولتون. إن وجود نهر كاليفورنيا وما إذا كان النهر الذي شكل تكون كولتون الدلتاوي والأخدود العظيم المبكر هو نفس النهر محل جدال.
ربما كان هناك صرف مماثل، ولكن كانت وجهته أكبر تجاه الشمال-الشمال الشرقي لهضبة كايبارويتس [الإنجليزية] الحالية، خلال العصر التوروني. عطلت بداية تكون جبال لاراميد، خلال العصر الطباشيري والباليوجيني، الصرف في ما يُعرف اليوم بالولايات المتحدة الغربية، مما أدى إلى تكوين العديد من الأحواض المغلقة حيث كانت البرك الصرفية تصل إلى كاليفورنيا. كان نهر كاليفورنيا موجوداً في العصر الباليوسيني والإيوسيني. أدى انهيار الحدود القارية وتكون جبال لاراميد خلال العصر الباليوسيني إلى عكس مسار نهر كاليفورنيا. فيما تحرك مجرى الصرف إلى الشمال الشرقي خلال العصر الإيوسيني.